# Vidre trempat

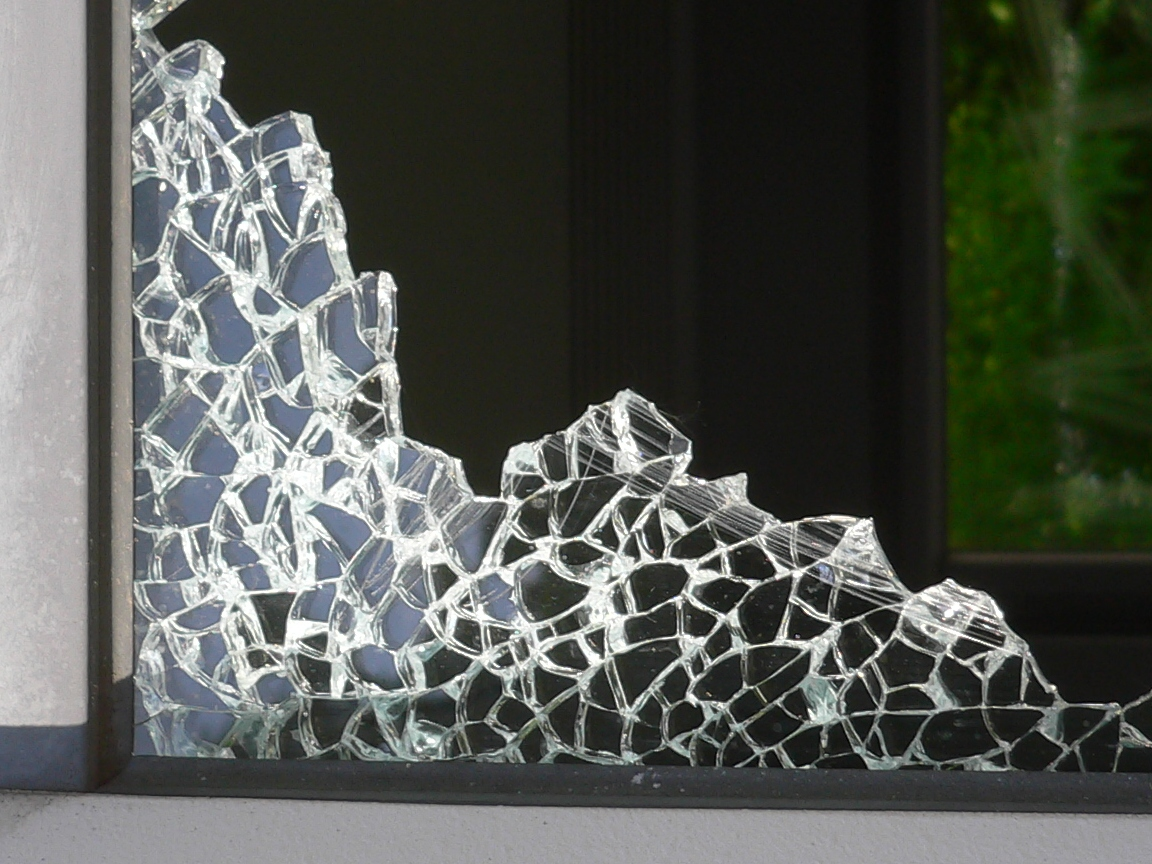
Vidre trempat en trencar-se.

El vidre trempat és un tipus de vidre utilitzat principalment en la indústria del motor i la construcció. Hi ha dues maneres de trempar el vidre: trempat químic i trempat tèrmic.

## Fabricació
Per fabricar vidre trempat tèrmicament, el vidre flotat s'escalfa gradualment fins a una temperatura d'entre 575 i 635 graus Celsius per després refredar molt ràpidament amb aire. D'aquesta manera s'aconsegueix que el vidre quedi exposat a la seva superfície a tensions de compressió i a l'interior a tensions de tracció, conferint major resistència estructural i l'impacte que el vidre sense tractar, tenint l'avantatge addicional que en cas de trencament es fragmenta en petits trossos inofensius (per la qual cosa és considerat un dels tipus de vidre de seguretat). Totes les manufactures, ja siguin talls de dimensions, cantats o forats hauran de ser realitzats prèviament al trempat. En cas de realitzar posteriorment, es provocaria el trencament del vidre.
El vidre quan és trempat a part del que s'ha comentat anteriorment adquireix altres propietats importants. La resistència a la flexió del vidre recuit a temperar augmenta des de 400 kp/cm  2  fins a 1.200-2.000 kp/cm  2 , que equival de 4 a 5 vegades la resistència d'un vidre normal. La resistència al xoc tèrmic (diferència de trempatura entre una cara i una altra d'un drap que produeix el trencament d'aquest) passa de 60 °C a 240 °C., per la qual cosa es recomana en portes de forns de cuina i llums a la intempèrie.
Per al seu processament hi ha dos tipus bàsics de forns: de pinces, ja gairebé en desús per les marques que deixen les pinces que sostenen el vidre verticalment durant el procés, i l'horitzontal, que és el comunament utilitzat per la indústria. Per vidres reflectius o de baixa emissivitat (Low-e) han d'usar-se forns horitzontals proveïts de sistemes d'escalfament per convecció.
La gran majoria de forns horitzontals transporten el vidre sobre corrons ceràmics, encara que en alguns s'ha utilitzat amb èxit un sistema de transport que, mitjançant pressió i buit controlats, fan surar el vidre per sota d'un sostre ceràmic pla. En funció del tipus d'escalfament, els forns horitzontals es divideixen en:
- Forns elèctrics: escalfen el vidre principalment mitjançant la radiació emesa per resistències elèctriques.[4]
- Forns de convecció forçada: en aquest tipus de forns la calor generada per cremadors (generalment de gas) és impulsat mitjançant ventiladors cap al vidre.[1]
- Forns mixtos: són forns elèctrics que produeixen certa agitació de l'aire interior mitjançant sistemes de bufat d'aire comprimit.[cal citació]

## Vidre trempat en automoció
En l'actualitat els vidres trempats de l'automòbil (laterals i vidre) són tots corbats. Això fa que els forns de trempat de vidre tinguin, a més de les zones d'escalfament i de trempat, una zona de corbat. D'aquesta manera, un cop ha passat el vidre per la zona d'escalfament, i aconseguida una temperatura superior a 575 °C, el vidre accedeix a la zona de corbat, on se li dona la forma desitjada i, posteriorment, a la de trempat, on es refreda abruptament amb aire.
Segons la complexitat de la forma corba del vidre, es classifiquen de la manera següent:
- Cilíndrics: corben el vidre només en un eix (o en l'altre eix el corben amb radis molt amplis), però no necessàriament amb un radi constant. Generalment s'utilitzen per fabricació dels laterals dels cotxes.
- Esfèrics: corben el vidre en els dos eixos. Generalment s'utilitzen per fabricació de llunetes. Els tipus més habituals són els de corba de gravetat, per bufat i premsa.[5]